# روجر كروز
روجر كروز (بالبرتغالية: Roger Cruz‏) هو فنان قصص مصورة برازيلي، ولد في 22 فبراير 1971 في ساو باولو في البرازيل.